# Todiltia schoewei
Todiltia schoewei è un pesce osseo estinto, vicino all'origine dei teleostei. Visse nel Giurassico medio (Bathoniano, circa 167 - 164 milioni di anni fa) e i suoi resti fossili sono stati ritrovati in Nordamerica.

## Descrizione
Questo piccolo pesce non superava la lunghezza di circa 6 centimetri, e possedeva un corpo slanciato. La testa era corta e alta, e il muso era tronco. Gli occhi erano piuttosto grandi, e la bocca piccola. La pinna dorsale era situata nella metà posteriore del corpo, opposta obliquamente alle pinne pelviche. Sia la pinna anale che quella dorsale erano dotate di una base piuttosto larga. La pinna caudale era profondamente biforcuta, con due lobi di lunghezza pressoché uguale. Le scaglie erano un po' più spesse rispetto a quelle di altri teleostei arcaici.

## Classificazione
Todiltia è considerato un rappresentante arcaico dei teleostei, il grande gruppo di pesci ossei specializzati e diversificati che attualmente superano come numero di specie e individui qualunque altro gruppo di pesci. Todiltia è stato attribuito con qualche incertezza ai cosiddetti leptolepidi, ma attualmente questa famiglia è considerata un insieme parafiletico di forme più o meno derivate. 
Il genere Todiltia venne istituito nel 1984, sulla base di resti fossili ritrovati nella formazione Todilto in Nuovo Messico e precedentemente attribuiti al genere Leptolepis (Leptolepis schoewei) da Dunkle nel 1942.

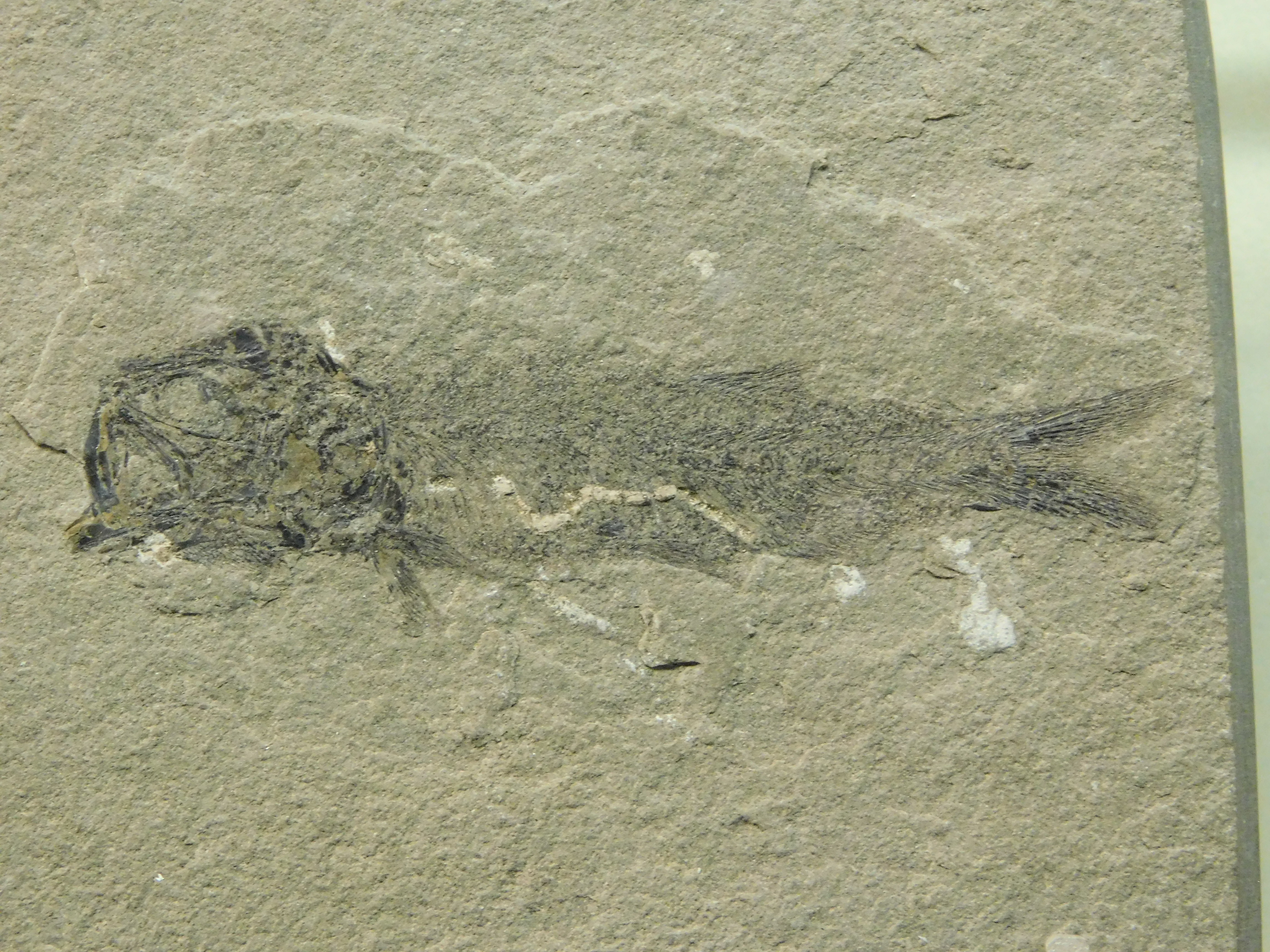
Fossile di Todiltia schoewei che conserva il contenuto dell'intestino

## Paleoecologia
L'ambiente in cui visse Todiltia era un lago privo di specie di grosse dimensioni, forse a causa dei colossali depositi di uranio (rinvenuti nella formazione Todilto) che potrebbero aver scoraggiato la presenza di grandi organismi quali ittiosauri e pliosauri; il più grande predatore era Hulettia, un altro pesce di piccole dimensioni. Questi piccoli pesci svilupparono quindi un isolamento, venendo protetti dalla predazione e dalla competizione trofica. La scomparsa del lago Todilto, milioni di anni dopo, portò anche alla scomparsa delle due specie.